# لیره پاپ
لیره پاپ (به انگلیسی: Papal lira) (به زبان بومی: lira pontificia) یکای پول رایج در کشور ایالات پاپی است. مسئولیت کنترل این یکای پول برعهدهٔ بانک مرکزی ایالات پاپی قرار دارد.